# Departamentalização matricial

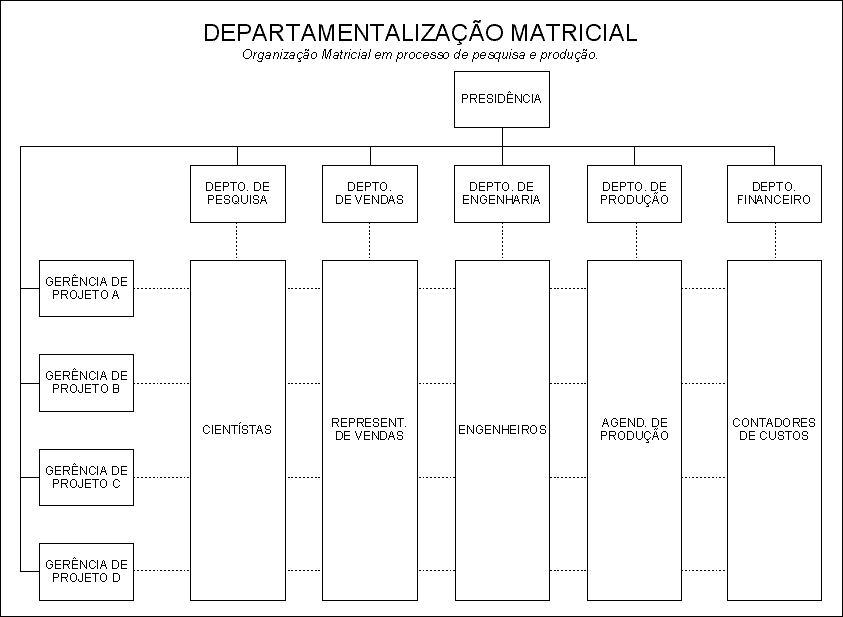
Organograma Departamentalização Matricial

A departamentalização matricial ou organização matricial é um tipo híbrido de departamentalização no qual equipes compostas por pessoas de diversas especialidades têm como objetivo realizar tarefas com características temporárias. Ela evoluiu a partir da departamentalização funcional tradicional, aliada a dinamicidade das estruturas de projeto ou produto. Esse tipo de arranjo da organização, permite que se adote como ferramenta auxiliar de cálculos e computação elementos da matemática conhecidos como "teoria das Matrizes".

## Conceitos e origens das organizações matriciais
De forma a aumentar a eficiência, descentralizar a autoridade e a responsabilidade, e trazer o controle das empresas para mais próximo dos gerentes, os teóricos organizacionais desenvolveram várias maneiras de dividir a Organização em subunidades. O objetivo era chegar a um arranjo ordenado de partes organizacionais interdependentes, as quais convencionou-se chamar de departamentos.
O processo de divisão da estrutura organizacional em departamentos, recebe o nome de departamentalização, e surge como parte integral do processo de delegação do poder e sua respectiva autoridade.
A matriz organizacional, evoluiu essencialmente como uma rede de interações entre as equipes de projeto e os elementos funcionais tradicionais. Especificamente, a Departamentalização Matricial caracteriza-se pela fusão entre a Departamentalização Funcional com a Departamentalização de Projeto ou Produto. Na Departamentalização Matricial, uma equipe de trabalho é estabelecida e cruza as fronteiras organizacionais. Um gerente de projeto é definido para cada projeto, e estes são geridos como atividades distintas, focadas em seus objetivos. Os problemas de coordenação que atormentam outras estruturas de projetos, são minimizados pela Departamentalização Matricial, pois as pessoas mais importantes para a consecução de um objetivo, trabalham em grupo com hierarquia definida na matriz de projetos. Nesta estrutura, as pessoas permanecem vinculadas as suas  respectivas unidades funcionais e movimentam-se na organização apenas para desenvolver um determinado projeto.
Este organismo dinâmico permite o reaproveitamento das equipes de trabalho, pois os projetos acontecem em grande quantidade e os profissionais seguem de um para o outro, desempenhando diferentes papeis em cada um deles, de acordo com sua especialização e as habilidades necessárias a cada empreendimento. A grande vantagem que existe nesta abordagem, é que são otimizados recursos e especialistas, pois finalizada a fase de projeto — enquanto o produto final segue para a produção — estes profissionais retornam aos seus respectivos órgãos funcionais, ou são remanejados para novos projetos.
Os investigadores alertam também para o facto de que a adoção de um modelo matricial requer uma mudança revolucionária no modo de pensar e nos comportamentos dos colaboradores.

## A hierarquia nas estruturas matriciais
Na Departamentalização Matricial, o gerente de projeto ou de produto, pode reportar-se apenas a um executivo de alto nível na estrutura hierárquica da organização, mas também existem casos em que ele deve reportar-se aos gerentes funcionais de maior interesse no projeto. Apesar disto, os membros específicos nas equipes de trabalho normalmente continuam associados aos seus respectivos departamentos funcionais e mantém suas responsabilidades no trabalho departamental rotineiro.
Os membros dos grupos de trabalho podem ser designados para múltiplas equipes de projeto ou produtos, com as quais mantém diferentes responsabilidades. Nestes projetos, a manutenção da autoridade e das responsabilidades são temporárias e dependem das habilidades requeridas, isto é, um supervisor em um determinado projeto pode ser um trabalhador em outro. Se os gerentes de projetos em uma situação matricial, não mantém um bom relacionamento com os gerentes funcionais, conflitos de interesses e prioridades podem surgir, o que por sinal, é citado por muitos autores como um dos principais riscos na implantação da Departamentalização Matricial. A possibilidade de dupla subordinação é um risco inerente, o que fere o princípio da cadeia de comando.
O princípio de cadeia de comando é antigo, mas sua aplicação à gerência das organizações foi sistematizado apenas no Século XX. Dois indivíduos — o engenheiro francês Henri Fayol e o sociólogo alemão Max Weber — contribuíram muito para o entendimento deste princípio. Em seu livro General and Industrial Management, Fayol apresentou o que se tornariam conhecidos como os quatorze princípios da Administração. Estes princípios incluem ambos, a unidade de comando (seu quarto princípio), e escala hierárquica (linha de autoridade). O princípio de unidade de comando de Fayol, sustentava que um subordinado deve reportar-se a apenas um supervisor. Fayol acreditava que isto era necessário para fortalecer o supervisor em uma clara posição de autoridade, prevenindo desta forma, que um subordinado recebesse ordens conflitantes de diversos superiores. Por sua vez, o princípio da escala hierárquica de Fayol, declarava que a autoridade e a responsabilidade, fluem dentro da organização um nível por vez, em uma linha vertical, do mais alto nível para o nível mais baixo. Esta linha de autoridade estabelece a hierarquia organizacional.
Em muitas organizações o princípio da cadeia de comando é muito presente. O papel do gerente é entregar as ordens, enquanto que o empregado cumpre sob a monitoria da gerência. Ambas as partes compartilham responsabilidade por suas realizações, porém, como Longnecker sugere em seu livro Principles of Management and Organizational Behavior, a boa comunicação fortalece as bases deste relacionamento, e neste ponto é onde o papel da administração é fundamental, na definição clara da gerência e de suas competências.
No caso das organizações matriciais, os empregados frequentemente tem dois gerentes ou supervisores, violando os princípios de unidade de comando e cadeia de comando. Para ser eficiente, os gerentes que trabalham nestas organizações, aprendem a compartilhar o poder, fazendo uso do confrontamento direto para resolver questões divergentes, e utilizando todas as direções da organização para disseminar informação. Estas estruturas são mais flexíveis ao princípio da cadeia de comando.
O gerenciamento de projeto é uma função coordenativa, enquanto que o gerenciamento matricial é uma função fundamentalmente colaborativa. Em um projeto coordenativo, o trabalho é atribuído a pessoas ou unidades, que realizam tarefas a sua própria maneira, sob a tutela do gerente de projeto. Na organização colaborativa, ou matricial, o compartilhamento das informações é obrigatório, e diversas pessoas ou equipes de trabalho são necessárias para que a tarefa seja realizada.
Existem certas regras necessárias ao desenvolvimento da organização matricial:
- Os participantes devem passar a maior parte do tempo dedicados ao projeto, pois isto propicia alto grau de comprometimento e lealdade;
- O comprometimento deve surgir através de canais horizontais e verticais. Bons canais de comunicação e livres de obstrução devem ser estabelecidos entre os gerentes;
- É de vital importância, o estabelecimento de métodos eficientes para solução de conflitos;
- Ambos, os gerentes funcionais e de projetos ou produtos, devem estar dispostos a fazer consessões sobre recursos e especialistas.

Em empresas que trabalham apenas com um projeto ou produto, é comum que a autoridade total em uma estrutura matricial, seja delegada aos gerentes de projeto ou produto, no entanto, existem situações em que estes são designados para tarefas que precisam do apoio ou do compartilhamento de recursos dos departamentos funcionais, como o departamento de Recursos Humanos, Financeiro, Marketing, entre outros. A alta especialização dos departamentos funcionais, permite que estes tornem-se cada vez mais hábeis em prover o suporte necessário para atender as necessidades dos departamentos de projetos e de produtos, desempenhando um grande papel para o sucesso do empreendimento e a consolidação dos objetivos organizacionais.
Normalmente os projetos podem ser gerenciados dentro de uma empresa por duas estruturas:
- Organização Funcional: Onde o projeto é dividido e atribuído a áreas funcionais da organização, com a coordenação feita pelos níveis mais altos e funcionais de gerência;
- Equipe de Projeto Independente: Onde um gerente é encarregado pela formação de um núcleo de pessoas vindas de diversas áreas funcionais, as quais são destinadas a trabalhar no projeto em tempo integral.

Pelo uso da Departamentalização Matricial, a gama de opções a disposição da organização é aprimorada, e a autoridade do gerente de projeto ou produto passa a ser extensa ou limitada, dependendo da prioridade e do tipo de projeto. Se o gerente de projeto tem ampla autoridade sob a maioria dos aspectos do projeto e está associado a ele em tempo integral, chamamos esta estrutura de Matriz de Projeto, também chamada por alguns autores como Strong Matrix (Matriz Forte). Se um gerente de projeto tem autoridade pequena, e está associado a este projeto apenas parte do tempo –-- situação em que os gerentes funcionais tem grande influência nas atividades do projeto --- este tipo de estrutura recebe o nome de Matriz Funcional, também chamada por alguns autores como Weak Matrix (Matriz Fraca). Há também a Matriz Balanceada, que representa um meio termo entre as definições anteriores. Portanto, temos:
- Matriz Funcional: A administração do projeto é feita pelo gerente, através da coordenação das diferentes gerências de áreas funcionais;
- Matriz Balanceada: O gerente é designado para o projeto e interage em bases iguais com os gerentes funcionais;
- Matriz de Projetos: A autoridade é exercida pelo gerente de projeto, que é responsável por sua conclusão, fazendo uso de sua autoridade para mobilizar recursos e definir equipes de trabalho.

Em um estudo que procurou analisar o papel do modelo de gerenciamento de projetos em 546 casos de sucesso, chegou-se a conclusão de que projetos contando apenas com a Organização Funcional, ou com a Matriz Funcional, foram menos bem sucedidos do que aqueles que usaram uma Matriz Balanceada, Matriz de Projetos, ou uma Equipe de Projeto Independente. Por sua vez, a Matriz de Projetos, obteve melhor desempenho do que a Matriz Balanceada em relação a cumprir prazos e foi melhor do que a Equipe de Projeto Independente em relação ao controle de custos.
A hierarquia dentro da Departamentalização Matricial, também sofre influência de fatores externos à organização, pois é comum que muitos projetos sofram pressão vinda de fora, para que exista apenas uma pessoa ou equipe na centralização do controle do projeto, com a qual haverá a interlocução com o cliente, mesmo que internamente o projeto seja conduzido pela autoridade compartilhada entre os gerentes funcionais e de projetos ou produtos.

## Benefícios
Nos casos em que os requisitos necessários para a utilização da Departamentalização Matricial são atendidos, a organização beneficia-se dos seguintes fatores:
Foco claramente definido no projeto ou produto.
O projeto ou produto tem foco claro e prioridade, porque tem sua própria organização e gerência independentes. A maioria das vantagens de uma estrutura puramente voltada para projetos, só são totalmente absorvidas pelo uso da Departamentalização Matricial, onde a estrutura funcional existe primariamente para apoiá-los. Esta estrutura facilita o cumprimento de prazos e do orçamento.
Flexibilização da equipe de trabalho.
A formação das equipes de trabalho em organizações matriciais é facilitada, porque pessoas e recursos de diferentes áreas funcionais, estão disponíveis sem que se faça necessária uma nova atribuição de cargos, o que otimiza o uso da força de trabalho, pois o profissional ou está trabalhando em um projeto ou produto, ou está dedicado as tarefas do seu órgão funcional. Além disto, em organizações que utilizam-se da Departamentalização Matricial, há o aproveitamento de recursos técnicos escassos, pois estes ficam disponíveis para uma ampla gama de projetos, o que impacta na minimização dos custos.
Adaptabilidade as necessidades gerenciais e fatores externos.
Pelo uso das Matrizes Funcional, Balanceada e de Projetos, temos a adaptabilidade da organização a uma ampla gama de projetos e produtos, alguns que requerem forte apoio dos gerentes de linha e outros que requerem gerenciamento independente. A estrutura matricial pode se adaptar mais rapidamente as constantes mudanças tecnológicas e de mercado do que as estruturas tradicionais ou puramente funcionais. Isto se dá principalmente pelo contato entre as pessoas, onde a iniciativa e o pensamento criativo são incentivados e excedem as responsabilidades funcionais.
Possibilidades para o desenvolvimento da equipe.
A Departamentalização Matricial enfatiza o trabalho em equipe, onde as pessoas serão preparadas para novos desafios e responsabilidades, os quais não seriam comumente oferecidos em uma organização puramente funcional. Estas pessoas podem ter contato com novas áreas técnicas, desenvolver habilidades de gerenciamento, e passar por um leque de experiências que mantém o interesse e motivação no trabalho. Definitivamente, esta vivência leva a empregados mais eficientes, com alto grau de independência e flexibilidade, e pelo fato das pessoas tornarem-se mais responsáveis pela qualidade do seu próprio trabalho em grupos orientados a projetos, a produtividade corporativa é aprimorada.

## Desvantagens
As desvantagens e conflitos desse potenciais resultantes da Departamentalização Matricial, devem ser entendidos e solucionados de forma que não representem impedimento para os grandes benefícios oferecidos por este modelo. Os problemas mais frequentemente relatados por organizações que adotam a Departamentalização Matricial, incluem:
Conflitos Internos.
Os conflitos entre as prioridades das gerências funcionais e de projetos ou produtos, são inevitáveis. A questão de “quem está no comando?”, afeta o trabalho rotineiro tanto dos departamentos funcionais como dos departamentos de projetos ou produtos. A divisão dos relacionamentos de autoridade e responsabilidade nas organizações matriciais são inerentemente complexas. Na Departamentalização Matricial não há lugar para gerentes intratáveis e autocráticos com uma visão estreita das responsabilidades organizacionais.
Relação de no comando e autoridade por complexos.
Alguns autores consideram que a grande desvantagem da estruturação matricial da organização, está na possibilidade de dupla subordinação, o que resulta na ambiguidade do comando, o que pode gerar conflito de interesses entre as chefias funcionais, com as de projeto ou produtos. Não há unidade de comando na organização matricial, uma clara violação aos princípios de gerenciamento tradicionais. Os membros da equipe são frequentemente pegos entre demandas conflitantes entre os gerentes funcionais e de projetos. O desconforto e a incerteza de ter mais do que um chefe ao mesmo tempo, não pode ser descrita para alguém que nunca passou por esta situação. É claro, que se dois chefes são adequadamente orientados e mantém entre si comunicação franca, muitas destas dificuldades podem ser resolvidas ou eliminadas. Também faz-se necessário que a administração da organização defina claramente a gerência e atribua-lhe as competências necessárias.
Complexo sistema de compensação dos empregados.
Na Departamentalização Matricial, a qual gerente compete a avaliação da performance do empregado, ou fazer sua recomendação para promoções e aumentos de salário? Se as responsabilidades e autoridades para recompensas não são claramente identificadas, o empregado pode ter a sensação de falta de reconhecimento. Portanto, é importante definir uma forma de recompensar os membros envolvidos nas equipes matriciais, e que ambas as responsabilidades (funcionais e de projetos/produtos), sejam levadas em conta para a avaliação de sua performance.
Resistência ao fim da organização matricial.
Por sua característica de temporariedade e pela dinâmica oferecida por novos projetos, os membros da equipe podem preferir seu papel no projeto, às suas responsabilidades na estrutura funcional, criando um interessante desafio motivacional para os gerentes. Pela identificação de seus membros com suas tarefas, os projetos matriciais frequentemente encontram resistência ao encerramento.